# Bahlūl Lōdī
Bahlūl Khān Lōdī (in persiano بهلول لودي‎; in pashtu بهلول لودھی‎; ... – 12 luglio 1489) è stato un condottiero afghano.
Fu un capo Pashtun della tribù dei Lōdī. Fondatore della dinastia Lodi che resse il Sultanato di Delhi dopo l'abdicazione dell'ultimo pretendente della dinastia Sayyid. Bahlūl divenne Sultano il 19 aprile 1451 (855 AH).

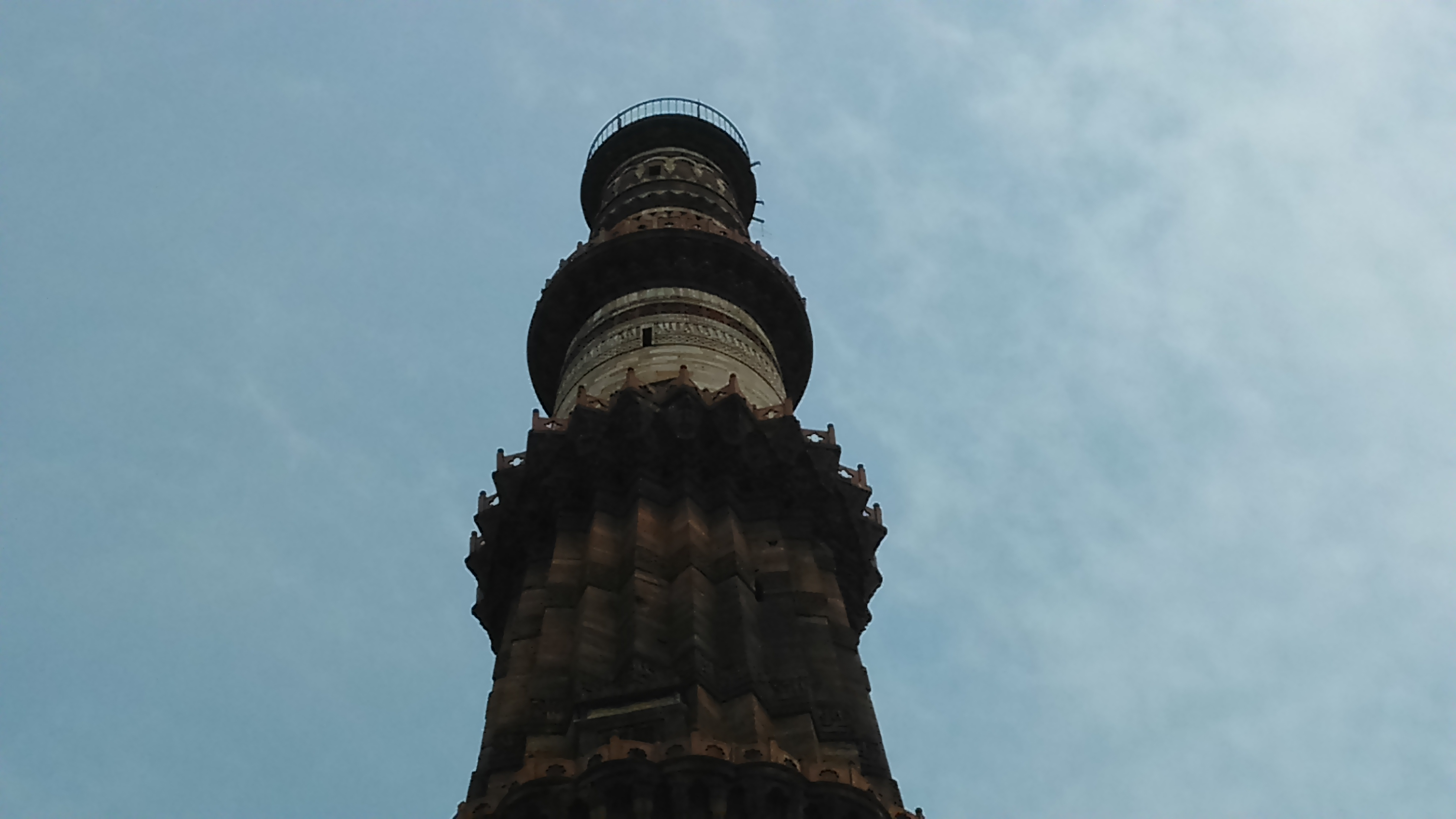
Gli ultimi due piani del Qutb Minar di Delhi, edificati sotto Bahlūl Lōdī.

## Gioventù
Il nonno di Bahlūl, Malik Bahram Lōdī, era un capotribù Pashtun dei Lodi. Servì sotto il governatore di Multan, Malik Mardan Dawlat. Malik Bahram ebbe cinque figli. Il maggiore, Malik Sulṭān Shāh Lōdī, servì a sua volta sotto il signore della dinastia Sayyid, Khiḍr Khān e si distinse uccidendo in battaglia uno dei nemici principali del suo signore, Mallu Iqbāl Khān. Fu ricompensato col titolo di Islām Khān e nel 1419 fu nominato governatore di Sirhind. Bahlūl, figlio di Malik Kala, fratello più giovane di Malik Sulṭān, sposò la figlia di suo zio Malik Sulṭān. Nella cultura islamica (e in altre) il matrimonio con una cugina è chiamato dagli antropologi "matrimonio preferenziale", dal momento che non disperde il patrimonio della famiglia.
Da giovane, Bahlūl fu coinvolto nel commercio di cavalli e in un'occasione vendette i suoi ben allevati cavalli al Sultano Sayyid Muḥammad Shāh. Come pagamento gli fu garantita una pargana (unità amministrativa, produttiva di rendita) e si guadagnò così il titolo di amīr (Emiro). Dopo la morte di Malik Sulṭān, divenne governatore di Sirhind e gli fu poi consentito di estendere il suo governo anche a Lahore. Una volta, il Sultano Muḥammad Shāh gli chiese aiuto quando il Sultano di Malwa, Maḥmūd Shāh I invase i suoi territori. Bahlūl si unì all'esercito sultanale con 20000 soldati a cavallo. Per le sue doti di astuzia fu in grado di farsi considerare vittorioso sull'esercito invasore e il Sultano Muḥammad Shāh gli conferì il titolo onorifico di Khān-i Khānan (Signore dei Signori) e accettò l'occupazione realizzata da Bahlūl di ampie parti del Punjab.
Nel 1443, Bahlūl attaccò Delhi, ma infruttuosamente. Durante il regno dell'ultimo esponente della dinastia Sayyid, il Sultano ʿĀlam Shāh, nel 1447 un ulteriore tentativo di conquistare Delhi e il Sultanato fu attuato da Bahlūl, ma ancora una volta senza successo. Infine però, quando ʿĀlam Shāh si ritirò a Bada'un nel 1448, un ministro di ʿĀlam Shāh, Ḥamīd Khān, lo invitò a occupare il trono di Delhi. Dopo l'abdicazione volontaria di ʿĀlam Shāh, Bahlūl Shāh ascese al trono il 19 aprile 1451 e prese il titolo di Bahlūl Shāh Ghāzī. ʿĀlam Shāh seguitò a vivere a Bada'un fino alla sua morte nel luglio del 1478.

## Regno
Dopo la sua ascesa al trono, Bahlūl decise di eliminare Ḥamīd Khān. Suo cugino e cognato Malik Maḥmūd Khān, vale a dire Quṭb al-Dīn Khān (governatore di Samana) imprigionò Ḥamīd Khān.
Nel 1479, Il Sultano Bahlūl Lōdī sconfisse e annetté ai propri domini quelli della dinastia Sharqi che fovernava il Sultanato di Jaunpur (Uttar Pradesh. Bahlūl s'impegnò molto nel fermare ribellioni e insurrezioni nei suoi territori, ed estese il proprio controllo su Gwalior, Jaunpur e la parte settentrionale dell'Uttar Pradesh. Esattamente come i precedenti Sultani di Delhi, elesse Delhi come sua capitale.
Nel 1486, nominò suo figlio Babrak Shāh Viceré di Jaunpur. Col tempo, la scelta si dimostrò problematica, tanto che un suo secondo figlio, Niẓām Khān (Sikandar Lōdī) fu nominato successore, generando tuttavia un accanito confronto dopo la morte di Bahlūl nel luglio del.
Il sito della sua sepoltura non è certo.

## Matrimoni
Bahlūl si sposò due volte:
- Shams Khatūn, figlia di Malik Shāh, suo cugino primo;
- Bībī Ambha, figlia di un orefice Hindu.